# سيزار باروس
سيزار باروس (بالإسبانية: César Barros)‏ هو مبارز بالسيف تشيلي، ولد في 23 يونيو 1912 في سانتياغو في تشيلي، وتوفي في 1992.

## وصلات خارجية
- سيزار باروس على موقع أوليمبيديا (الإنجليزية)